# 张伟 (1969年6月)
张伟（1969年6月—），男，汉族，甘肃兰州人，中华人民共和国政治人物。曾任甘肃省嘉峪关市人民检察院检察长、甘肃省白银市人民检察院检察长、甘肃省人民检察院政治部主任、中共甘肃省纪委常务副书记、甘肃省监察委员会副主任等职务。现任中共甘肃省委常委、秘书长。